# Adam Nagaitis
Adam Matthew Nagaitis (Chorley, 7 de junio de 1985) es un actor británico, mayormente conocido por su papel como Cornelius Hickey en la serie de televisión The Terror de AMC y por su interpretación de Vasili Ignatenko en la miniserie de HBO Chernobyl.

## Biografía
Adam Nagaitis nació en Chorley, Lancashire, el 7 de junio de 1985. En 2004, cuando tenía 19 años de edad, dejó el Reino Unido para estudiar actuación en el conservatorio Stella Adler Studio of Acting de Nueva York. Posteriormente regresó a su país natal y continuó sus estudios en la Real Academia de Arte Dramático de Londres. Después de graduarse de dicha academia en 2012, recibió la oferta de participar en su primer papel filmográfico, '71 del director también debutante Yann Demange. Luego de interpretar una serie de papeles menores, Nagaitis alcanzó éxito tras interpretar al villano Cornelius Hickey en la serie de AMC The Terror y al bombero Vasili Ignatenko en la miniserie de HBO Chernobyl.

## Filmografía

### Películas
| Año  | Título                          | Papel       |
| ---- | ------------------------------- | ----------- |
| 2014 | Snow in Paradise                | Gravesy     |
| 2014 | '71                             | Jimmy       |
| 2014 | The Inbetweeners 2              | Pete        |
| 2014 | Peterman                        | Dave        |
| 2015 | Las sufragistas                 | Mr Cummins  |
| 2017 | El hombre del corazón de hierro | Karel Čurda |
| 2018 | El pasajero                     | Jimmy       |
| 2021 | Gunpowder Milkshake             | Virgil      |
| 2024 | American Star                   | Ryan        |

### Televisión
| Año  | Título            | Papel            |
| ---- | ----------------- | ---------------- |
| 2014 | Happy Valley      | Brett McKendrick |
| 2015 | Code of a Killer  | Ian Whenby       |
| 2015 | Banished          | Soldado Buckley  |
| 2016 | Houdini y Doyle   | George Gudgett   |
| 2016 | To Walk Invisible | Branwell Brontë  |
| 2018 | The Terror        | Cornelius Hickey |
| 2019 | Chernobyl         | Vasili Ignatenko |
| 2023 | TWD: Daryl Dixon  | Quinn            |